# Granica Królestwa Kongresowego z Cesarstwem Austriackim
Granica Królestwa Kongresowego z Cesarstwem Austriackim – granica międzypaństwowa pomiędzy autonomicznym Królestwem Polskim (w ramach Cesarstwa Rosyjskiego) i Cesarstwem Austriackim  w latach 1815−1867.
Granica powstała w 1815 na mocy ustaleń kongresu wiedeńskiego i pokrywała się z niewielkimi zmianami (Wolne Miasto Kraków) z granicą pomiędzy Księstwem Warszawskim a Cesarstwem Austriackim, ustaloną pokojem w Schönbrunnie (14 października 1809).

## Przebieg
Granica zaczynała się w miejscu styku granic Wolnego Miasta Krakowa, Królestwa Polskiego i Cesarstwa Austriackiego  na Wiśle obok Mogiły. Następnie biegła nurtem Wisły w kierunku północno-wschodnim, dochodząc pod Zawichost. Przechodziła tutaj na wschodni brzeg rzeki, biegnąc na północ od Sanu w kierunku wschodnim na południe od Janowa, Tarnogrodu, Tomaszowa, dochodząc do Bugu na południe od Kryłowa.